# الملكية الأردنية
الملكية الأردنية (المعروفة سابقًا باسم عالية/ الخطوط الجوية الملكية الأردنية)، هي شركة الطيران الرسمية والناقل الوطني للمملكة الأردنية الهاشمية. يقع مقرها الرئيسي في العاصمة عمان. تخدم الشركة اليوم أكثر من 45 وجهة موزعة في أربع قارات انطلاقاً من مركز عملياتها الرئيسي في مطار الملكة علياء الدولي.
في عام 2007 انضمت الشركة إلى عضوية تحالف شركات الطيران العالمي (oneworld)، مما أدى إلى توسعة شبكتها الجوية لنقل المسافرين إلى أكثر من 1000 وجهة عالمية في 150 دولة.
أدخلت الملكية الأردنية الأنظمة الالكترونية المتطورة في خدمات النقل الجوي، وحدثت مختلف الأنظمة والإجراءات الهادفة إلى تسهيل عملية السفر. بلغ عدد المسافرين على متن طائراتها في عام 2015 حوالي ثلاثة ملايين مسافر نقلوا على أكثر من 36 ألف رحلة جوية.
في عام 2018 صنف موقع AirlineRatings.com الملكية الأردنية في قائمة أفضل 20 شركة طيران عالمية أمانًا في العالم.

## تاريخ

### من الستينيات إلى التسعينيات
تأسست شركة الخطوط الجوية الملكية الأردنية في 15 ديسيمبر 1963 بإرادة ملكية من الملك الحسين بن طلال لتكون الناقل الوطني للمملكة الأردنية الهاشمية. أطلق عليها اسم (عالية) على الخطوط الجوية تيمنا باسم ابنة الملك الحسين الكبرى الأميرة عالية. تم توفير رأس المال من القطاع الخاص، ولاحقا تم شراء الحصص من قبل الحكومة الأردنية وذلك من أجل توفير الدعم المطلوب للتوسع في عملياتها.
بدأ طيران عالية بطائرة دي سي 7 ضمن ثلاثة خطوط دولية إلى الكويت، بيروت والقاهرة. وبعد شهر واحد، تم تسجيل طائرتي (دارت هيرالد) في سجل الطيران المدني وانضمت الطائرتان إلى الشركة، ثم تبعتهما طائرة دي سي 7 أخرى بعد فتح خط دولي رابع إلى جدة عام 1965م.
في عام 1965م اشترت عالية طائرة من طراز (سود أفياسيون كارافيل) وأطلق عليها اسم «عمان». هبطت الطائرة لأول مرة في مدينة مدينة روما يوم 16 يوليو 1965 ضمن أول رحلة إلى القارة الأوروبية. وفي فبراير 1966 هبطت الطائرة «عمان» في مطار القدس.
في نفس العام، اشترت الشركة طائرة ثانية من طراز (سود أفياسيون كارافيل) وأطلق عليها اسم «القدس»، وفي 7 يونيو 1966 تم افتتاح خط باريس، ثم خط لندن في 6 أغسطس من نفس العام، ثم انضمت عالية إلى منظمة الطيران العالمية (اياتا) وقفز مجموع رحلاتها بما يصل إلى 70% زيادة على العام السابق.
في عام 1967 اصيبت الخطوط الجوية بنكسة عندما قصف طيران الإسرائيلي جميع طائرات دي سي 7. وفي نهاية عام 1967 سيرت عالية طائرتيها الكرافيل إلى أثينا ضمن خط جديد.
في 3 مارس 1968 تحولت عالية إلى مؤسسة حكومية كاملة حين صدر قانون رقم 20 لسنة 1968 (قانون مؤسسة عالية لسنة 1968). وفي نفس العام، 1968م، اشترت طائرتها الكرافيل الثالثة وأطلق عليها اسم «بيت لحم» وشهدت خطوطها توسعا. ففي يوم 1 إبريل تم افتتاح خطّي الدوحة وظهران، ولحقهما في 4 يوليو خطي نيقوسيا وبنغازي. وفي عام 1969م شهد توسع في الخطوط إلى مناطق أخرى من آسيا وأوروبا، فأضيفت ميونخ، طهران وإسطنبول على قائمة وجهات السفر.
في حقبة السبعينات انضمت عالية إلى عصر الطائرات النفاثة، إذ تم التعاقد في نهاية 1969 على شراء طائرتين من نوع بوينغ 707 320 سي، وتم استلامها في عام 1971؛ انضمت البوينغ الأولى «البتراء» يوم 10 فبراير 1971 إلى طائرات الكرافيل الثلاثة في الأسطول، وفي يوم 15 مارس أنضمت البوينج الثانية «جرش» إلى الأسطول. في هذه الأثناء كانت عالية قد وصلت إلى فرانكفورت وأبوظبي عام 1970م.
في عام 1971م تم إضافة مدريد، كوبنهاغن وكراتشي إلى شبكة عالية. واستمرت عالية إلى أخر العقد بإضافة طائرات بوينغ 720، بوينغ 727 وبوينغ 747. صنعت عالية التاريخ عربيا، حينما أدخلت امرأة إلى حجرة القيادة وذلك عام 1975م. ثم تم إنشاء قسم للتموين، كما تم إضافة سوق حرة إلى مطار عمان.
في الثمانينات انضمت تونس وطرابلس إلى شبكة عالية، وتم حوسبة الخطوط الجوية. كما شهد إدخال طائرات ايرباص إيه 310، وإيرباص إيه 320. في عام 1986م حولت عالية اسمها إلى الملكية الأردنية، وشهد هذا العقد أيضا قيادة أول إمرأة قبطان لإحدى الطائرات، كما تم إضافة بلغراد، شيكاغو، بوخارست، لوس أنجلوس، سنغافورا، الرياض، كوالالمبور، صنعاء، موسكو، ميامي، مونتريال، نيودلهي، كالكوتا وانقرة إلى شبكة الملكية.
أستمر التطور والتوسع في التسعينات حين انضمت الملكية الأردنية وتسع خطوط جوية عربية أخرى إلى نظام غاليليو للحجز. تم أضافة طواقم هندسية وافتتاح مبنى داخل مدينة عمان لخدمة الزبائن واستلام الحقائب، وكانت الملكية الأردنية أول خطوط طيران تهبط في مطار غزة الدولي. كما تمت إضافة تورينتو، كولومبيا، جاكارتا، برلين، بومبي، وميلانو إلى شبكة الطيران.

### عام 2000 وما بعده والخصخصة
في عام 2000، جددت إدارة الطيران الفيدرالية الأمريكية (FAA) ترخيص قسم الهندسة والصيانة الخاص بالشركة، في 5 فبراير 2001 تغير اسم الشركة إلى عالية - شركة الخطوط الجوية الملكية الأردنية ومع ذلك واصل المسافرون الإشارة إلى شركة الطيران باسم الملكية الأردنية.
قامت شركة الأجنحة الملكية التابعة للشركة بتشغيل طائرة من طراز إيرباص إيه 320 على كل من الخدمات المجدولة والمستأجرة إلى وجهات في مصر وقبرص والأراضي الفلسطينية.

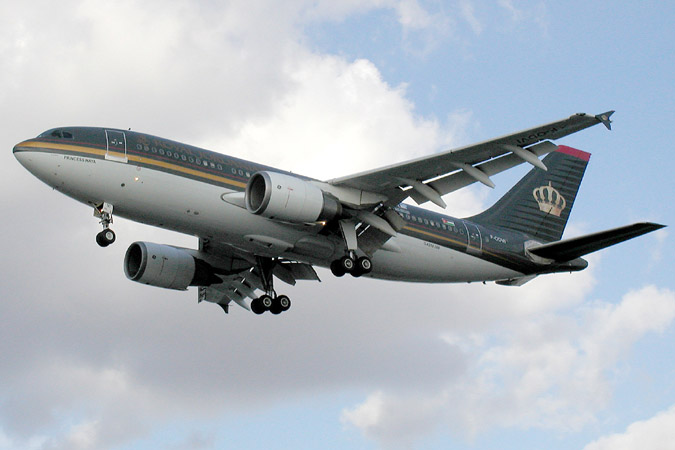
الملكية الأردنية أيرباص أيه 310-300

في 20 ديسمبر 2006، أعلنت الملكية الأردنية أنها ستستبدل طائرتين إيرباص A321 بطائرتين حديثتين، وطلبت أربع طائرات إيرباص A319 جديدة لتدخل الخدمة في أوائل عام 2008.
في أبريل 2007، انضمت الملكية الأردنية إلى تحالف عالم واحد، وأصبحت بذلك أول شركة طيران عربية تنضم إلى نظام التحالف العالمي الذي يضم عشرة من أفضل شركات النقل الجوي في العالم. في الشهر التالي، أعلنت الشركة عن طلب ما مجموعة 10 طائرات بوينج 787 دريملاينر لدخول الخدمة في عام 2010 وهو أول طلب تقدمه الملكية الأردنية لشركة بوينج.
في 25 مايو 2007 إضيفت مونتريال إلى الشبكة مرة أخرى بعد أن كانت الوجهة قد ألغيت في عام 1997. خلال شهر مايو أيضًا من نفس العام كانت الملكية الأردنية الراعي للمنتدى الاقتصادي العالمي الذي عقد في البحر الميت، الأردن.
في 11 يوليو 2007، احتفلت الملكية الأردنية بمرور ثلاثين عامًا على رحلات السفر المستمرة بين عمان ومدينة نيويورك، مما جعلها أول شركة طيران عربية تسير رحلات متواصلة إلى الولايات المتحدة طوال هذه الفترة.
في 16 يوليو 2007 حازت الملكية الأردنية على "جائزة استراتيجية الخطوط الجوية" في فئة التكنولوجيا في حفل توزيع جوائز استراتيجية الخطوط الجوية السنوي السادس. وفي 23 يوليو شهدت الملكية الأردنية إطلاق رحلات الشحن باستخدام طائرة بوينج 737، حيث كانت دمشق الوجهة الأولى التي تخدم من عمان.
في عام 2006 وبداية عام 2007 تم إضافة طائرت بومبرادير كيو 400 لخدمة الخطوط القصيرة وطائرات امبراير 195، وفي أوائل أبريل من عام 2007 انضمت الملكية الأردنية إلى اتحاد ون ورلد للناقلين الجويين.
في نهاية عام 2007 تمت خصخصة الملكية الأردنية ، مما أدى إلى بيع 71٪ من أصولها. تبلغ القيمة السوقية للشركة 260 مليون دينار وقد بدأ تداول أسهم الشركة في 17 ديسمبر 2007.
في مارس 2007 نقل أسطول الملكية الأردنية 161000 راكب مسجلا زيادة بنسبة 23 ٪ مقارنة بنفس الشهر من عام 2006 عندما سافر 131,000 راكبا. في 19 ايار 2007 أعلنت الملكية الأردنية انها طلبت شراء 12 طائرة من طراز بوينغ 787-8 دريم لاينر وتبدأ الخدمة في عام حزيران 2014 .
وفي 25 ايار 2007، قدمت الملكية الأردنية رحلتها الأولى إلى مونتريال، كندا.
في مايو 2017، أعلنت الملكية الأردنية تعيين ستيفان بيشلر الرئيس التنفيذي السابق لشركة طيران برلين، وخطوط فيجي الجوية، وخطوط طيران الجزيرة، وفيرجن أستراليا في منصب الرئيس والمدير التنفيذي الجديد. طور بيشلر خطة تحول ساعدت على إعادة تحقيق الملكية الأردنية للارباح بحلول نهاية عام 2017. في هذا السياق، ألغت الملكية طلب شراء طائرة دريملاينر الثامنة وسحبت أيضًا طائرة إيرباص من طراز A330F من أسطولها للشحن لأسباب مماثلة. في سبتمبر 2020 استقال بيشلر من مهامه التي تولاها بعده سعيد سميح دروزة.
في عام 2018؛ حصلت الملكية الأردنية على جائزة تقدير دولية لتميزها بتوظيف الإعلام المجتمعي في تعزيز الإيرادات عن فئة " أفضل شركة طيران تستخدم قنوات التواصل الاجتماعي لتعزيز الإيرادات".

## الشؤون الداخلية

### المكتب الرئيسي
في عام 2009 بدأت شركة حدادينكو الهندسية للمقاولات ببناء المكتب الرئيسي الجديد للملكية الأردنية في عمان. صمم المبنى من قبل شركة (نيلز تورب). تم الانتهاء من المبنى الجديد في أواخر عام 2011 ، وبدأ موظفو الملكية الأردنية العمل في المبنى الجديد في 3 يناير 2012. في الستينيات كان المكتب الرئيسي لشركة علياء يقع في مبنى مانجو في عمان.

### التوظيف
استثمرت الملكية الأردنية بكثافة لتدريب الطواقم في منشآت يقع مقرها الرئيسي في عمان. اعتبارًا من عام 2015 وظفت الملكية الأردنية 4394 موظفًا وفقًا لآخر تقرير سنوي.

### المنافسة
في نهاية عام 2002، بدأت الملكية الأردنية في تنفيذ إستراتيجية جديدة جعلت الخطوط الجوية تركز على الدول المجاورة لها وتزيد من عدد الرحلات إليها في محاولة لتثبيت نفسها على أنها "شركة الطيران الإقليمية" للشرق الأوسط. أضافت الشركة خطوط طيران قصيرة مثل خط الإسكندرية في مصر وخط حلب في سوريا والتي لا تصلها شركات الطيران الأكبر مثل طيران الإمارات التي تمتلك طائرات أكبر حجما مقارنة بطائرات الملكية الأردنية. بحلول نهاية عام 2008 أثبتت خطة الشركة نجاحها بالرغم من وجود منافسين رئيسيين لها مثل طيران الشرق الأوسط ومصر للطيران.

### إحصائيات
يمكن الاطلاع على المعلومات في الجدول التالي في تقارير الملكية الأردنية السنوية للأعوام 2009 و 2013 و 2015 و 2016 و 2017 و 2018.
| السنة | الكيلومترات المقطوعة | الإقلاع | ساعات الطيران | عدد المسافرين | نسبة إشغال المقاعد | عدد الموظفين | الأرباح/ الخسائر  |
| ----- | -------------------- | ------- | ------------- | ------------- | ------------------ | ------------ | ----------------- |
| 2002  | ▲37,767,709          | ▲17,096 | ▲55,970       | ▲1,339,779    | ▲66%               | ▲3,008       | ▼3,044,000 دينار  |
| 2003  | ▼36,933,462          | ▼16,202 | ▼54,972       | ▲1,404,588    | ▲68%               | ▲3,162       | ▼9,753,000 دينار  |
| 2004  | ▲44,557,377          | ▲19,148 | ▲66,004       | ▲1,736,637    | ▲71%               | ▲3,313       | ▲15,327,000 دينار |
| 2005  | ▲45,557,377          | ▲20,777 | ▲68,883       | ▲1,821,329    | ▼69%               | ▲3,557       | ▲20,516,000 دينار |
| 2006  | ▲52,274,917          | ▲25,661 | ▲77,374       | ▲2,004,559    | ▼66%               | ▲3,799       | ▲6,135,000 دينار  |
| 2007  | ▲56,055,803          | ▲30,244 | ▲88,378       | ▲2,288,000    | ▲71%               | ▲4,275       | ▲24,111,000 دينار |
| 2008  | ▲64,379,058          | ▲34,285 | ▲101,381      | ▲ 2,701,000   | ▲72%               | ▲4,507       | ▼23,400,000 دينار |
| 2009  | ▲66,017,391          | ▲35,715 | ▲105,579      | ▼2,668,590    | ▼68%               | ▼4,399       | ▲28,614,000 دينار |
| 2010  | ▲70,982,000          | ▲38,882 | ▲113,113      | ▲3,002,000    | ▲71%               | ▲4700        | ▼9,655,000 دينار  |
| 2011  | ▲73,487,000          | ▲39,775 | ▲116,175      | ▲3,197,000    | ▼69%               | ▼4545        | ▼57,936.000 دينار |
| 2012  | ▼72,445,000          | ▲39,963 | ▲116,275      | ▲3,392,000    | ▲73%               | ▼4541        | ▲1,114,000 دينار  |
| 2013  | ▲73,629,000          | ▼39,697 | ▲119,197      | ▼3,308,000    | ▼70%               | ▲4643        | ▼38,858,000 دينار |
| 2014  | ▼73,055,000          | ▼39,638 | ▼116,837      | ▼3,249,000    | 70%                | ▼4543        | ▼39,638,000 دينار |
| 2015  | ▼65,439,000          | ▼36,220 | ▼103,836      | ▼2,971,000    | ▼67%               | ▼4394        | ▲16,033,000 دينار |
| 2016  | ▲68,128,000          | ▲37,272 | ▲107,502      | ▲3,002,000    | ▼65%               | ▼4185        | ▼24,600,000 دينار |
| 2017  | ▼67,586,000          | ▲37,578 | ▼106,579      | ▲3,140,000    | ▲71%               | ▼4135        | ▲274,000 دينار    |
| 2018  |                      |         | ▼105,542      | ▲3,260,000    | ▲73.8%             | ▼4054        | ▲5,857,000 دينار  |

## الأسطول

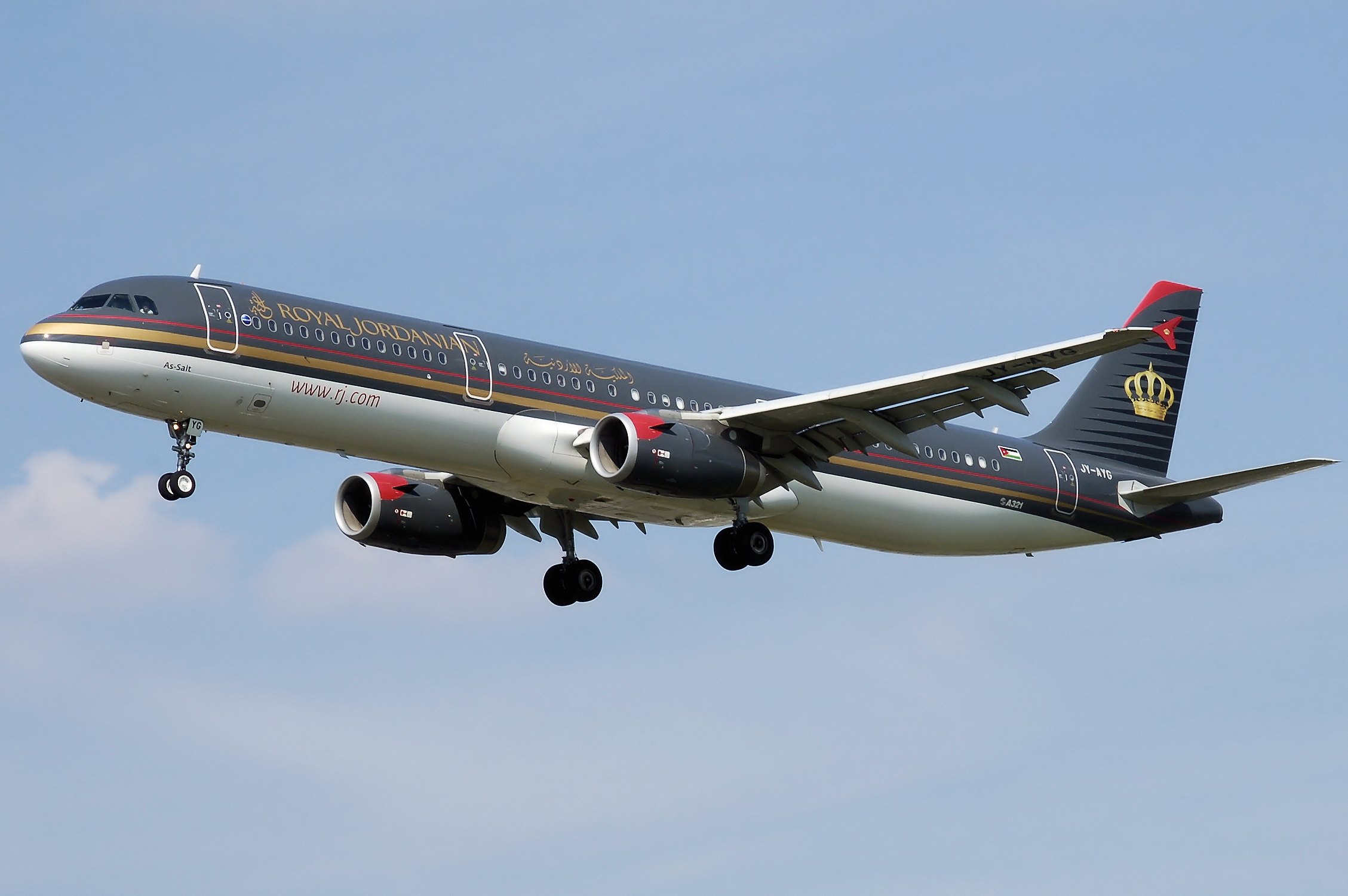
طائرة الملكية الأردنية إيرباص A321-200

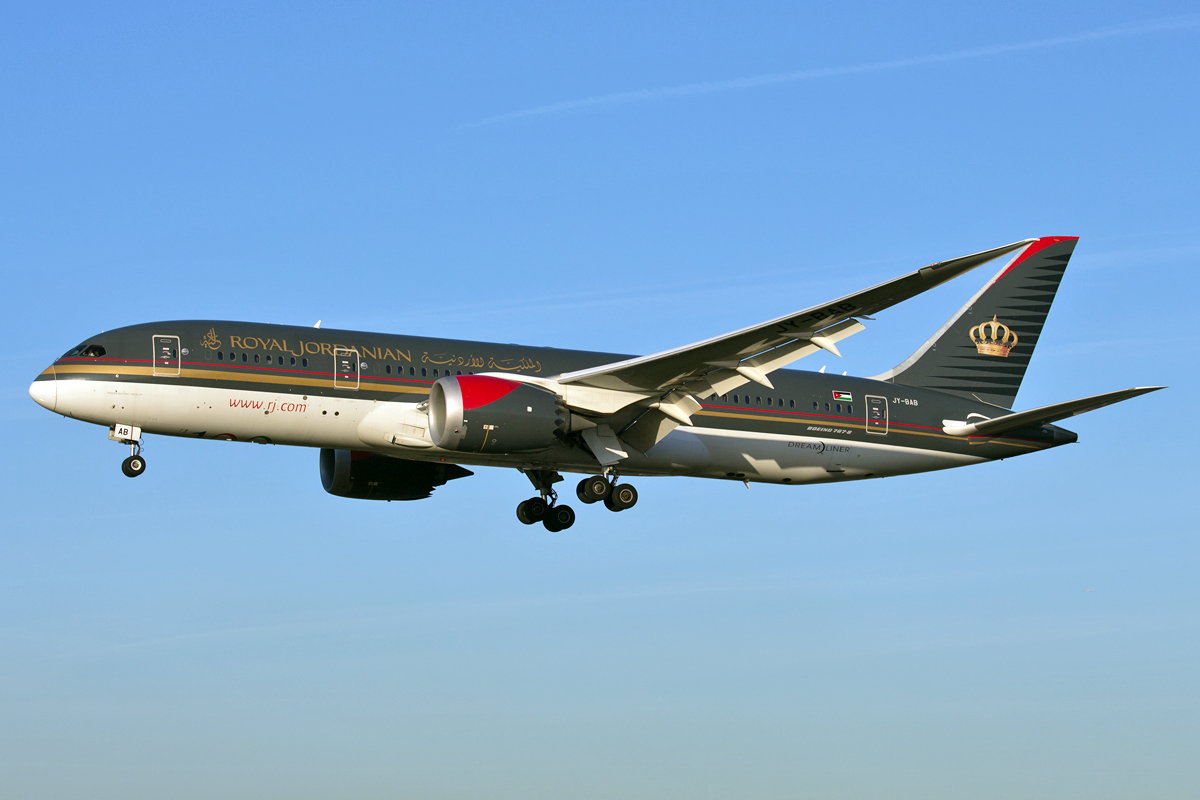
طائرة الملكية الأردنية بوينج 787-8

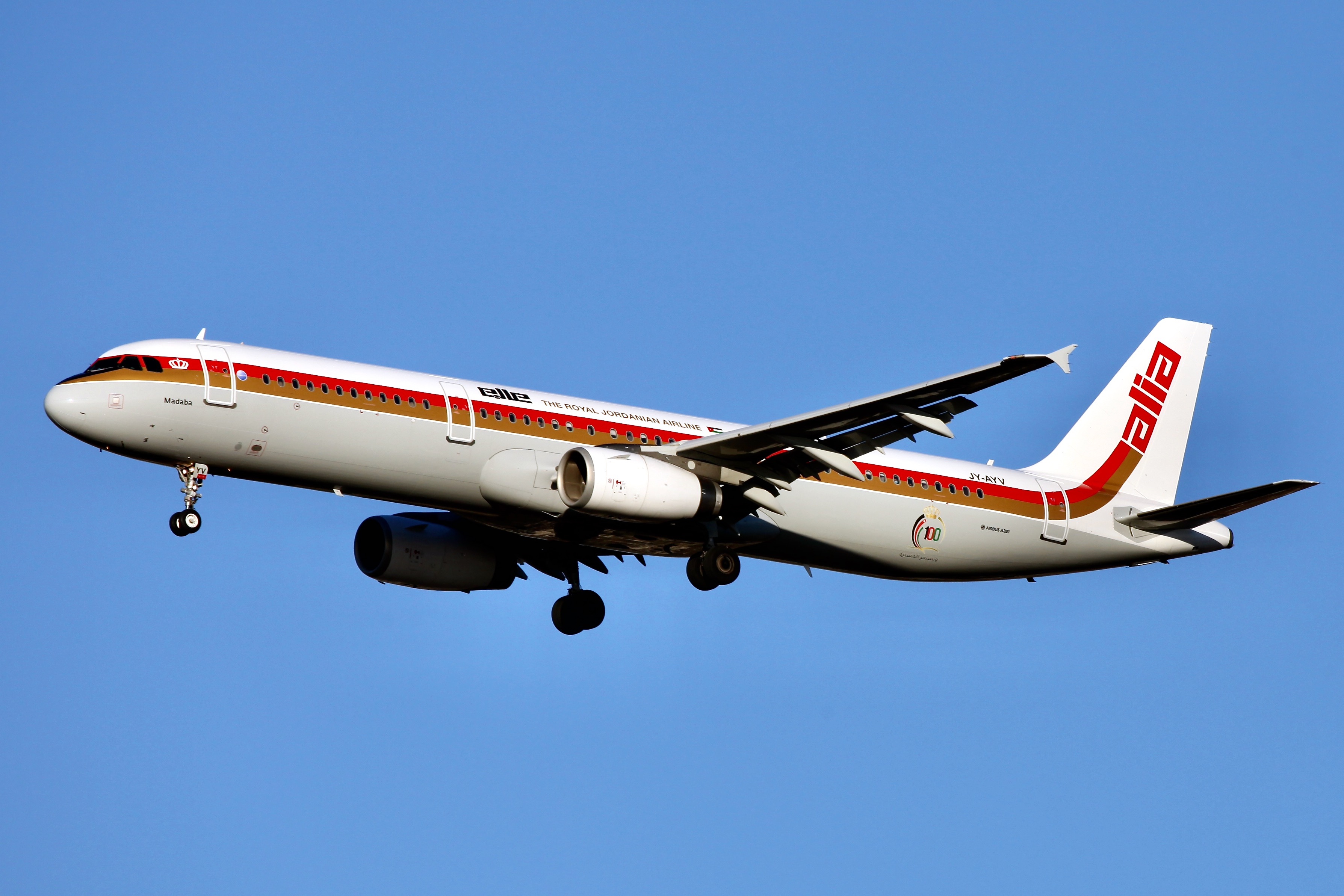
طائرة الملكية الأردنية إيرباص A321-200

### الأسطول الحالي

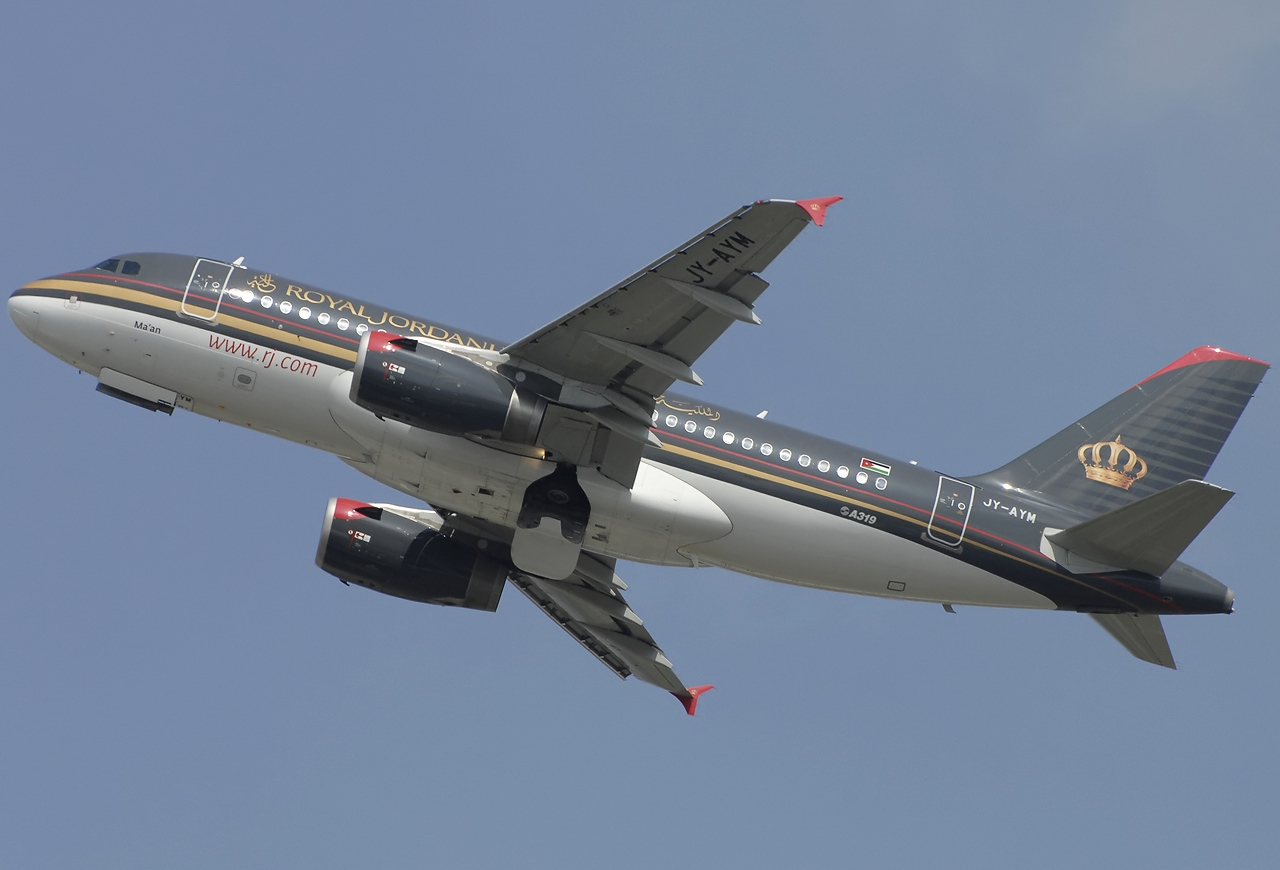
طائرة الملكية الأردنية إيرباص A319-100

اعتبارًا من يناير 2023، يتكون أسطول الملكية الأردنية من الطائرات التالية:
| الطائرة                    | في الخدمة | الطلبيات | حمولة الركاب                   | حمولة الركاب                   | حمولة الركاب                   |
| الطائرة                    | في الخدمة | الطلبيات | مقاعد الدرجة الأولى            | مقاعد الدرجة السياحية          | المجموع                        |
| -------------------------- | --------- | -------- | ------------------------------ | ------------------------------ | ------------------------------ |
| إيرباص إيه 319             | 5         | —        | 12                             | 108                            | 120                            |
| إيرباص إيه 320             | 7         | —        | 12                             | 138                            | 150                            |
| إيرباص إيه 321-200         | 2         | —        | 20                             | 142                            | 162                            |
| بوينغ 787-8                | 7         | —        | 24                             | 246                            | 270                            |
| إمبراير اي-جت 175          | 2         | —        | 12                             | 60                             | 72                             |
| إمبراير اي-جت 195          | 2         | —        | 12                             | 92                             | 104                            |
| أسطول الشحن الملكي الأردني |           |          |                                |                                |                                |
| إيرباص إيه 310             | 1         | —        | بدون مقاعد - مخصصة للشحن الجوي | بدون مقاعد - مخصصة للشحن الجوي | بدون مقاعد - مخصصة للشحن الجوي |
| المجموع                    | 25        | —        |                                |                                |                                |

### الأسطول السابق
| نوع الطائرة              | العدد | استخدمت لأول مرة | خرجت من الخدمة |
| ------------------------ | ----- | ---------------- | -------------- |
| إيرباص إيه 310           | 2     | 1999             | 2000           |
| إيرباص A310-300          | 11    | 1987             | 2012           |
| إيرباص A330-200          | 3     | 2010             | 2017           |
| إيرباص A340-200          | 4     | 2002             | 2014           |
| بوينغ 707-320C           | 14    | 1976             | 1996           |
| بوينغ 720B               | 2     | 1972             | 1983           |
| بوينغ 727-200            | 7     | 1974             | 1990           |
| بوينغ 747-200            | 2     | 1977             | 1989           |
| بومباردييه داش 8         | 2     | 2005             | 2008           |
| دوغلاس دي سي-6           | 1     | 1966             | 1972           |
| دوغلاس دي سي-7           | 2     | 1963             | 1967           |
| فوكر إف27 فريند شيب      | 2     | 1967             | 1969           |
| فوكر إف 28 فلوشيب        | 1     | 2000             | 2007           |
| هاندلي بيج دارت هيرالد   | 2     | 1964             | 1965           |
| لوكهيد إل-1011 تراي ستار | 5     | 1981             | 1999           |
| سود أفياسيون كارافيل     | 3     | 1965             | 1975           |
| فيكرز فيسكونت            | 5     | 1961             | 1967           |

### الاسطول المستقبلي
في أكتوبر عام 2022؛ أعلنت الملكية الاردنية عن اتفاق مع شركة صناعة الطائرات الأوروبية (ايرباص) لشراء 20 طائرة حديثة من طراز إيرباص إيه 320 وضمنها إلى أسطولها؛ بغرض تحديث أسطول الطائرات المخصصة للمسافات متوسطة المدى في الشرق الأوسط، والخليج العربي وافريقيا وأوروبا، كما تسعى الملكية الاردنية لزايدة الاسطول الحالي الذي يبلغ 7 طائرات من طراز بوينغ 787 الى 11 طائرة من نفس الطراز.

## الطلاء الخارجي
من عام 1963 إلى عام 1986، كان التصميم الأصلي للخطوط الجوية الملكية الأردنية يتألف من جسم أبيض مع خطوط حمراء وذهبية.
في ديسمبر 1986، غيرت شركة الطيران اسمها من الخطوط الجوية الملكية الأردنية عالية إلى الخطوط الجوية الملكية الأردنية، والذي تزامن مع وصول طائرات إيرباص A310 وإيرباص A320.
يتكون اللون الجديد من جسم الطائرة باللون الرمادي الفحمي مع نفس الخطوط الحمراء والذهبية، على غرار الإصدار السابق. يتكون الذيل من تاج ذهبي بطرف أحمر على ذيل الطائرة ذو اللون الرمادي الفحمي.

## الخدمات

### تقديم الطعام
تقدم المأكولات والمشروبات على الرحلات المغادرة من عمان من قبل شركة دناتا. تقدم الوجبات الساخنة على متن الرحلات التي لا تقل مدتها عن ثلاث ساعات. إذا كانت الرحلة أقصر من ساعة واحدة يوفر طاقم الطائرة الوجبات الخفيفة والمشروبات طوال الرحلة أو قبلها. وتشمل هذه الرحلات من عمان إلى تل أبيب والقاهرة وبغداد وبيروت والعقبة.

### الترفيه

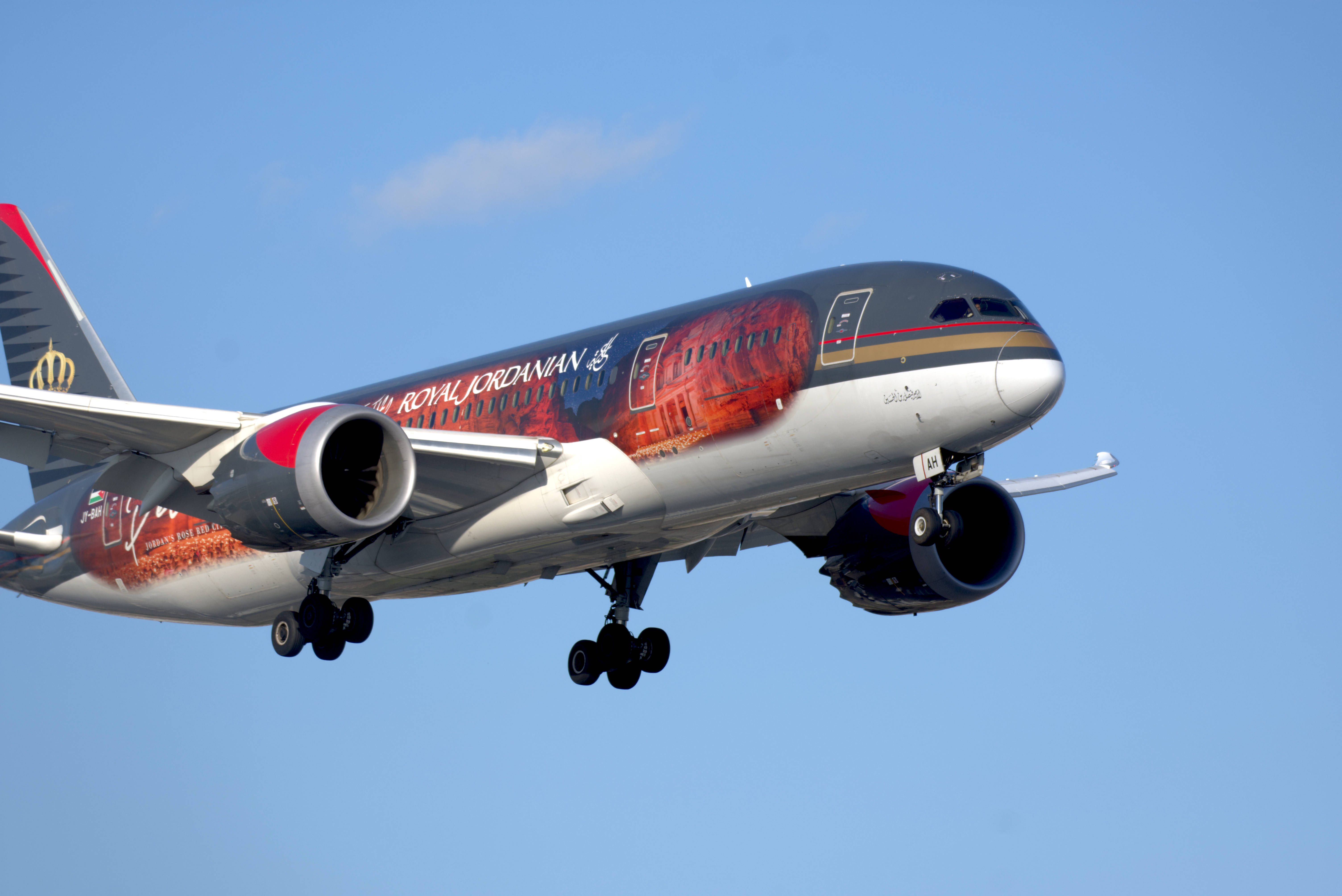
الخطوط الجوية الملكية الأردنية بوينغ دريملاينر JY-BAH باللون "اكتشف البتراء" في عام 2022

يسمى نظام الترفيه المستخدم على متن طائرات الملكية الأردنية "سكاي سينما".
في الدرجة السياحية على متن طائرات إيرباص وبوينغ، يتم تزويد جميع الركاب بأجهزة تلفزيون شخصية (PTV) وهو نظام صوت وفيديو عند الطلب (AVOD). يوفر النظام للركاب مجموعة مختارة من الأفلام والبرامج التلفزيونية والألعاب.
بالنسبة لركاب درجة كراون، يزود الركاب بنظام صوت وفيديو يتضمن مكتبة كبيرة من الأفلام والبرامج التلفزيونية والصوت والألعاب على متن طائرات إيرباص وبوينغ. أجهزة الترفيه المحمولة (IMS) متاحة فقط لركاب درجة كراون الذين يسافرون على متن طائرات إمبراير. يتم توفير خدمة IMS على جميع الرحلات الجوية الدولية. تحتوي مكتبة IMS على أفلام وبرامج قصيرة ومكتبة صوتية وألعاب.
تتوفر الألعاب التفاعلية في جميع الفئات على جميع الرحلات الجوية، بالإضافة إلى الأخبار التي توفرها شبكة سي إن إن على جميع الرحلات الجوية أيضًا. في الرحلات القصيرة جدًا (من عمان إلى تل أبيب أو بيروت أو دمشق) يتم تشغيل نظام (صوت وفيديو عند الطلب)، ولكنه لا يحتوي سوى على مجموعة مختارة من الألعاب وقناة سي أن أن للأخبار والقناة الكوميدية، والسبب في ذلك هو أن مدة الرحلات إلى تلك الوجهات أقل من 45 دقيقة وبالتالي لا يمكن إكمال مشاهدة الأفلام حتى نهايتها قبل الوصول.

### برنامج المسافر الدائم
رويال كلوب هو برنامج المسافر الدائم للملكية الأردنية. يمنح الركاب الأميال بناءً على نوع ودرجة الرحلة والوجهة. يمكن لأعضاء رويال كلوب أيضًا الحصول على أميال من خلال السفر على خطوط طيران Oneworld الأخرى. كما يمكن لحاملي بطاقات رويال بلس الملكية الأردنية الفضية أو الذهبية أو البلاتينية استخدام خدمات مطار Oneworld في جميع أنحاء العالم ، بينما يتمتع حاملو البطاقات الذهبية والبلاتينية أيضًا بميزة الدخول إلى الصالات.

### الشحن
من خلال مركزها الحديث ومرافقها الحديثة في مطار الملكة علياء الدولي، تأسس قسم الشحن الجوي لدعم رؤية الملكية الأردنية بأن تكون شركة الطيران المفضلة التي تربط الأردن والمشرق بالعالم. يحتل مركز الشحن المركزي موقعًا استراتيجيًا في عمان، ويوفر موقعًا مثاليًا عبر أوروبا وآسيا وإفريقيا ويمكن الوصول إليه بسهولة في أي مكان في الشرق الأوسط. في عام 2009 منحت مجلة عالم الشحن الجوي الملكية الأردنية "جائزة الامتياز للشحن الجوي" في فئة الناقل الجوي، بعد استبيانها السنوي لتميز الشحن الجوي.
تشمل رحلات الشحن المجدولة حاليًا 56 وجهة حول العالم عبر أمريكا الشمالية وأوروبا وآسيا وأفريقيا. أما وجهات الشحن الحالية فهي: أبو ظبي ، أمستردام ، العقبة ، أثينا ، بغداد ، بانكوك ، برشلونة، البصرة، بيروت، القاهرة، شيكاغو، الدمام، ديترويت، الدوحة ، دبي، أربيل، فرانكفورت، جنيف، هونج كونج، اسطنبول، جدة، كييف، كوالالمبور، الكويت، لارنكا، لندن، مدريد، المدينة المنورة، مونتريال، موسكو، ميونيخ، نيويورك، باريس، الرياض، روما، السليمانية، تل أبيب، تونس، فيينا، زيورخ.

## نظام تبادل الوجهات
تمتلك الملكية الأردنية اتفاقات تبادل الوجهات مع عدة شركات وهي:
- إيروفلوت
- الطيران الكندي
- الخطوط الجوية النمساوية
- الخطوط الجوية القبرصية
- طيران الخليج
- مؤسسة الطيران العربية السورية
- الخطوط الجوية الدولية التايلندية
- يو أم أيرلاينز
- الخطوط الجوية الأمريكية

## حوادث
شهدت الملكية الأردنية 13 حادثة طيران وستة حوادث خطف على مدار تاريخها، أربعة منها كانت قاتلة. وقع أسوأ حادثين للملكية الأردنية (وكلاهما يتعلق بطائرات بوينج 707 مستأجرة) في نيجيريا عام 1973 والمغرب في عام 1975، وحتى الآن هما أكثر الحوادث دموية في تلك البلدان والأكثر دموية في جميع أنحاء العالم لطائرات بوينغ 707.
- في 10 أبريل 1965 تحطمت طائرة من طراز «دارت هيرالد» أثناء رحلة من عمان إلى بيروت على جبل بالقرب من العاصمة السورية دمشق نتيجة لفشل هيكلي في جسم الطائرة أثناء التحليق مما أسفر عن مقتل جميع من كانوا على متنها وعددهم 54 شخصًا.
- 22 يناير 1973 تحطمت طائرة شركة عالية الأردنية من طراز بوينغ 707 وذلك أثناء هبوطها في مطار كانو في نيجيريا، وقتل في هذا الحادث جميع من كانوا على متن الطائرة البالغ عددهم 176 شخصاً.[29]
- في 3 أغسطس 1975 تحطمت طائرة من طراز بوينغ 707 مملوكة للملكية الأردنية ومستأجرة من قبل الخطوط الملكية المغربية[30] عندما اصطدمت بحافة جبل أثناء اقترابها للهبوط في المغرب وقُتل جميع من كانوا على متنها وعددهم 188 راكب.[31]
- في 14 مارس 1979 قتل 45 راكبا من أصل 64 كانوا على متن طائرة من طراز بوينغ 727 نتيجة لفشل في الهبوط الآمن بسبب الرياح الشديدة في مطار الدوحة الدولي في قطر.[32]
- في 11 يونيو 1985 قام فواز يونس وأربعة رجال من حركة أمل باختطاف طائرة تابعة للشركة من طراز بوينج 727 (الرحلة 402) وأجبروا الطيار على الذهاب والعودة من بيروت والأردن. بعد 13 ساعة وبعد إطلاق سراح الركاب فجر الخاطفون الطائرة.

منذ تغيير اسم الشركة إلى الخطوط الجوية الملكية الأردنية في عام 1986، لم يقع سوى حادث قاتل واحد في 5 يوليو 2000 عندما حاول عراقي كان ينشد اللجوء السياسي اختطاف طائرة من نوع إيرباص إيه 320 بعيد إقلاعها من عمان إلى دمشق. قتل الخاطف فورا على يد وكيل الأمن على متن الطائرة.

## وصلات خارجية
- الوقع الرسمي
- تفاصيل الأسطول